# Barchain
Barchain (deutsch Barchingen) ist eine französische Gemeinde mit 101 Einwohnern (Stand 1. Januar 2022) im Département Moselle in der Region Grand Est (bis 2015 Lothringen). Sie gehört zum Arrondissement Sarrebourg-Château-Salins.

## Geografie
Barchain liegt etwa sieben Kilometer südwestlich von Sarrebourg auf einer Höhe zwischen 282 und 312 m über dem Meeresspiegel. Das Gemeindegebiet umfasst 1,7 km².

## Geschichte
Das Dorf gehört seit 1661 zu Frankreich, stand zwischen 1871 und 1919 sowie in der Zeit von 1940 bis 1945 unter deutscher Verwaltung.

### Bevölkerungsentwicklung
| Jahr      | 1962 | 1968 | 1975 | 1982 | 1990 | 1999 | 2007 | 2019 |
| Einwohner | 96   | 95   | 99   | 109  | 101  | 99   | 109  | 112  |

## Kultur und Sehenswürdigkeiten
- Château Huberville (Schloss Hubertsweiler)

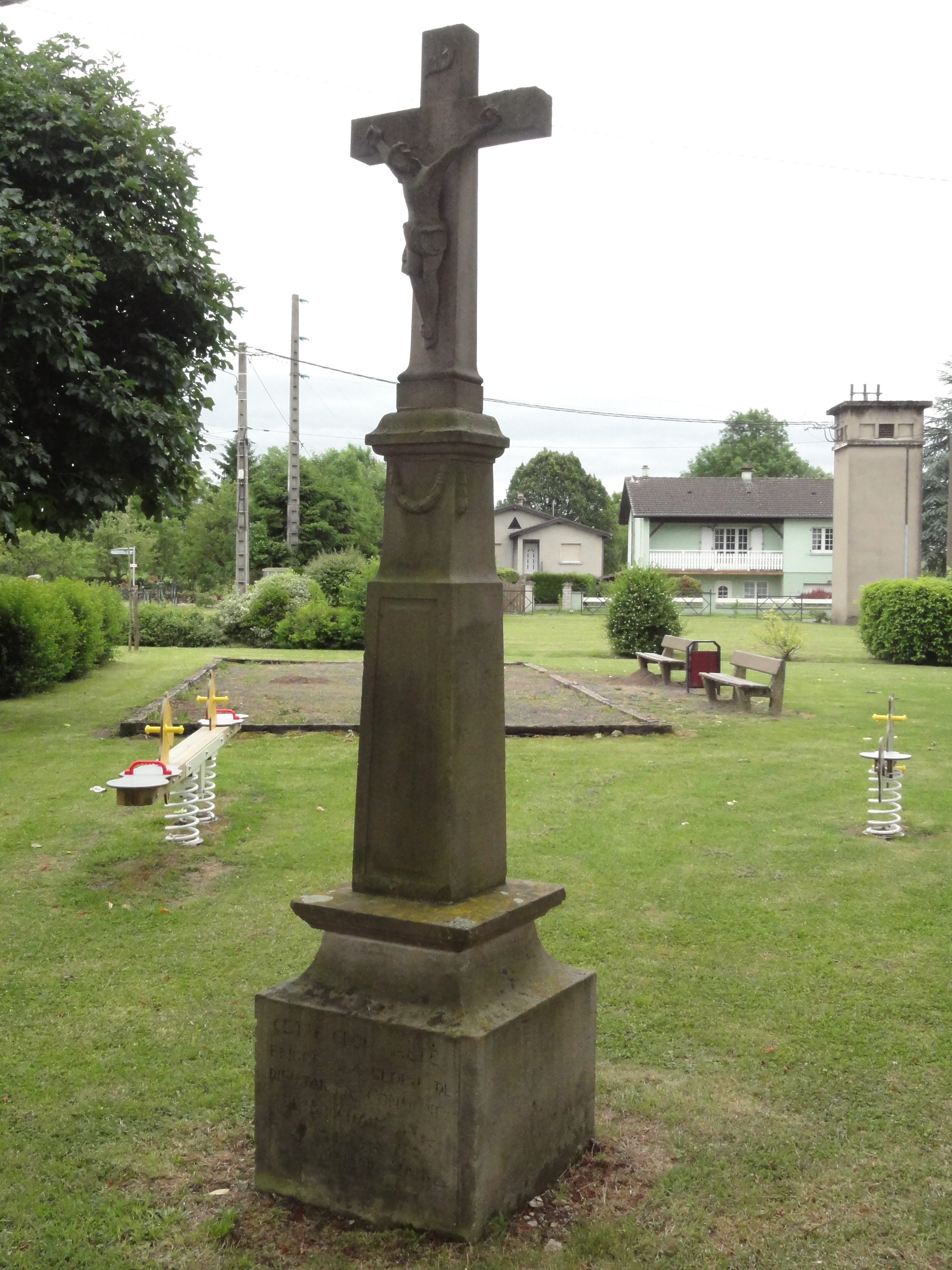
Flurkreuz
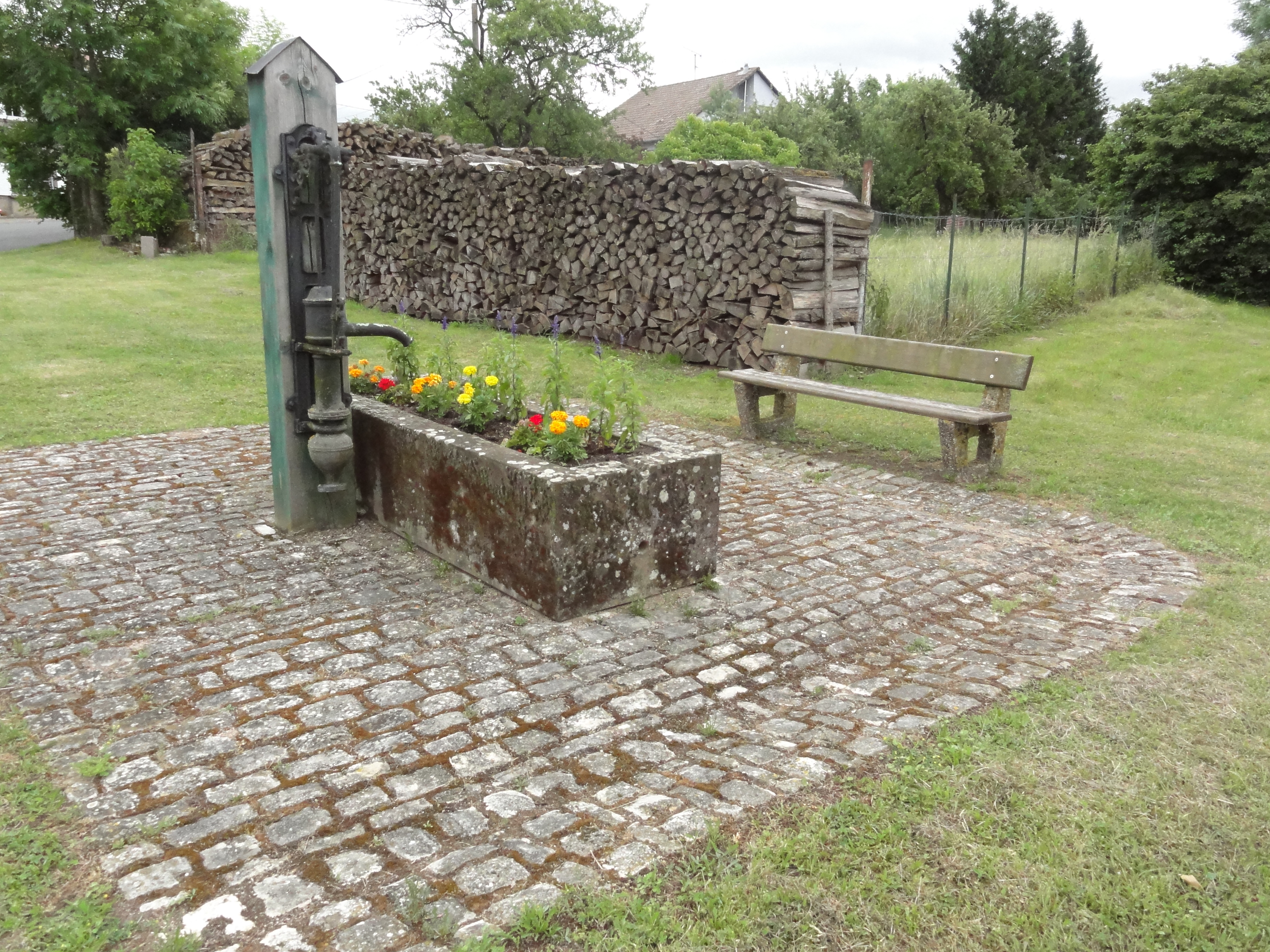
Brunnen